# Night Wind
Pour plus de détails, voir Fiche technique et Distribution.
Night Wind est un film américain réalisé par James Tinling, sorti en 1948.

## Fiche technique
- Titre : Night Wind
- Réalisation : James Tinling
- Assistant-réalisateur : Paul Wurtzel
- Scénario : Arnold Belgard, Robert G. North
- Photographie : Benjamin H. Kline
- Montage :  William F. Claxton
- Musique : Raoul Kraushaar
- Direction artistique : George Van Marter
- Décors : Fay Babcock
- Costumes :
- Son :  Max M. Hutchinson
- Producteur : Sol M. Wurtzel
- Société de production : Sol M. Wurtzel Productions
- Société de distribution : Twentieth Century Fox
- Pays de production :  États-Unis
- Langue : Anglais américain
- Métrage : 1 868,5 m (7 bobines)
- Format : Noir et blanc — 35 mm — 1,37:1 — Son : Mono (Western Electric Recording)
- Genre : Film dramatique, Film d'aventure, Film de guerre
- Durée : 68 minutes
- Dates de sortie : 
  - États-Unis : 1er septembre 1948
  - Royaume-Uni : 27 décembre 1948

## Distribution
- Charles Russell : Ralph Benson
- Virginia Christine : Jean Benson
- Gary Gray : Johnny Benson
- John Ridgely : Walters
- James Burke : le Shérif Hamilton
- Konstantin Shayne : Dr. Ulding
- William Stelling : Barlow
- Guy Kingsford (en) : Dick Wilson
- Charles Lang : John Steele
- Deanna Woodruff : Margie Benson
- Flame	: Big Dan, le chien